# Casa delle Farfalle (Cervia)
La Casa delle Farfalle è un giardino zoologico tematico aperto alle visite a Cervia che si occupa prevalentemente di insetti ed in particolare farfalle.
Il centro "Casa delle farfalle", inaugurato nel 2002, è di proprietà comunale ed è stato realizzato col contributo della Regione Emilia-Romagna. Il progetto è stato curato dal designer Ugo Lipuma ed è stato dedicato alla memoria di Matteo, nipote del designer.
La struttura è gestita da Atlantide, la cooperativa cervese di studi e servizi ambientali, che sul tema delle farfalle e degli insetti, in genere, organizza da anni specifici itinerari di educazione ambientale.

## Spazi della struttura
La struttura della Casa delle Farfalle è incentrata soprattutto su due padiglioni ed in particolare la serra che ospita una grande varietà di farfalle tropicali, con i suoi 500 mq vi sono riprodotti sia il clima che l'ambiente delle foreste pluviali: una temperatura che oscilla tra i 28 e i 30 gradi e un'umidità che si aggira attorno al 65-70%.
All'interno della Casa vivono e si riproducono farfalle tipiche delle regioni tropicali di Africa, Asia, Americhe ed Australia; attraversando il percorso è facile osservarle da vicino, posate sui fiori o sulle foglie di piante come ficus e banani. All’interno della serra, le farfalle compiono l'intero ciclo di vita, nascendo dalle crisalidi all’interno di due nursery.
Accanto alla serra, nel 2006, è stata realizzata anche la "Casa degli Insetti", un padiglione dedicato al mondo degli Insetti: api, locuste, coleotteri e altri singolari insetti da tutto il mondo, accolgono il visitatore e lo guidano alla scoperta dell’universo degli Invertebrati.
Il Centro si è ulteriormente ampliato con l'apertura nel 2013 della nuova serra "Il Bruco", che ospita diverse specie di farfalle italiane e locali, e nel 2019 con il "Giardino delle Farfalle", spazio esterno che ospita Specie locale, con un percorso botanico, alcune installazioni vegetali e spazi per favorire la riproduzione delle specie.